# Helski Kompleks Muzealny
Helski Kompleks Muzealny – zespół obiektów, utworzony 1 stycznia 2017 r. decyzją Zarządu Stowarzyszenia „Przyjaciele Helu” na bazie Muzeum Obrony Wybrzeża w Helu.

W skład Kompleksu wchodzą:
- Muzeum Helu[2]
- Pracownia Konserwatorska
- Muzeum Obrony Wybrzeża
- Muzeum Kolei Helskich[3]
- stanowisko baterii H. Laskowskiego